# Траволікування
Траволікува́ння (фітотерапі́я) — в народній медицині система специфічних методів лікування й профілактики захворювань з використанням фітопрепаратів.

## Загальна характеристика
Траволікування є найбільшою складовою народної медицини та значущим напрямком наукової медицини. Лікар-фахівець в галузі фітотерапії називається фітотерапевтом. Людей, які знаються на травах і їхньому використанні у медичних цілях, називають травознаями (травознавцями).
Інколи до галузі фітотерапії відносять не тільки рослини, але також і гриби (вид лікування, при якому як лікарські засоби використовуються гриби, називається фунготерапією), а іноді й інші природні препарати — продукти бджільництва (прополіс, маточне молочко, мед, віск, бджолину отруту), мінерали, певні частини тварин.
Розрізняють традиційну фітотерапію, що є складовою частиною традиційної терапії, і ботанічну медицину (інші назви — наукова фітотерапія, медична фітотерапія) — один з напрямків наукової медицини. У сучасній науковій фітотерапії, на відміну від традиційної, фітотерапевтичні препарати практично не застосовуються самостійно, зазвичай їх призначають додатково до фармакотерапії.
Людей, що володіють глибокими знаннями, про лікарські рослини та застосування їх з лікувальною метою, називають травознавцями, травознаями або травниками.

## Історія траволікування

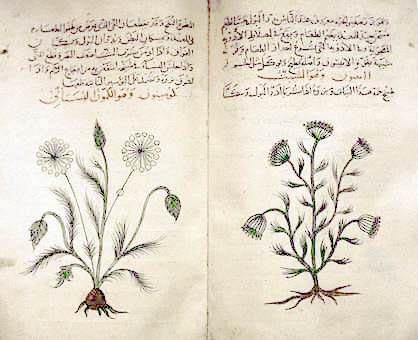
Довідник з траволікування «De Materia Medica», XII—XIII ст. Автор — Педаній Діоскорид

Перші докази використання трав як лікарських засобів були виявлені під час археологічних розкопок на території сьогоднішнього Іраку, у місті Шумер. Лікарі із Шумеру вже тоді знали, що багато рослин мають цілющі властивості, і використовували їх для готування різноманітних настоїв і порошків. Для компресів і припарок лікарі збирали голки хвойних дерев, молоде листя верби. Листя ретельно висушували, потім мололи. Порошок з рослин часто змішували з подрібненими мінеральними речовинами й порошками тваринного походження, розбавляли пивом або вино.
На теренах Київської Русі зціленням хворих переймалися ченці, використовуючи для цього мед, віск, шипшину, гірчицю, цибулю, горицвіт, подорожник, наперстянку. Дуже цікавою є писемна пам'ятка «Ізборник Святослава», який був укладений для київського князя Святослава Ярославовича, де описуються властивості блекоти та болиголова. Енциклопедією медичних знань XII століття, є науковий тракт «Мазі» київської князівни Евпраксії Мстиславівни. У ньому містяться гігієнічні поради, розповідається про користь повітря і фізичних рухів, правильного харчування та описується лікування окремих недуг.

В епоху, коли в Україні розгорнула діяльність Києво-Могилянська академія, водночас з іншими науками, значного розвитку набула лікувальна справа. Надзвичайно цікавою є праця Нестора Максимовича-Амбодика (1743–1812) «Лікарське речеслів'я, або опис цілющих рослин». У цій багатотомній ґрунтовній лікарській праці подано не лише опис, але й малюнки лікарських рослин, що мало велике значення для практичних лікарів[джерело?].

## Переваги і недоліки рослинних ліків
Дієві речовини лікарських рослин, мають низку серйозних переваг перед хімічними речовинами.
По-перше, ці речовини утворюються в живій клітині, тому вони краще, ніж синтетичні, пристосовані до життєдіяльності клітин людського організму та біохімічних процесів. По-друге, в живій клітині завжди є й інші речовини, що підсилюють або пом'якшують лікувальну дію. По-третє, лікарські рослини діють не на один орган чи симптом, а на весь організм в цілому — відновлюють функції ендокринної системи, активізують імунну систему, підвищують захисні сили організму, мають загальнооздоровчу, протипухлинну й протизапальну та іншу дію.
Крім того, перевагами рослинних ліків є їх мала токсичність, що є особливо важливим при лікуванні хронічних захворювань, можливість тривалий час застосовувати в домашніх умовах. Важливим фактором є й те, що більшість з них доступні й дешеві..
До недоліків рослинних ліків належить небезпека отруєння ними — приміром, через недотримання правил збирання рослини, перевищення рекомендованої дози та курсу лікування. Часто рослини вбирають в себе токсини з навколишнього середовища і перетворюються на отруйні. Такі рослини, як цикута, борець (аконіт), наперстянка, вовчі ягоди, тощо можуть призвести до смертельного отруєння.
Також внаслідок надмірного заготування багато видів рослин було знищено або ж їх запаси у дикій природі було значно вичерпано.

## Дієві речовини
Корисні властивості лікарської рослини залежать від вмісту активних речовин, що мають лікувальний ефект. Кожна рослина має унікальний хімічний склад, і деякі рослини мають більше діючих речовин у своєму листі, другі — у квітах, треті — у корі, кореневищах, а інші — в плодах та насінні.
Багато рослин синтезують речовини, корисні для підтримання здоров'я людей і тварин. До них належать ароматичні речовини, більшість яких становлять феноли і їхні киснезамінні похідні — такі як таніни. Багато речовин — це вторинні метаболіти, з яких щонайменше 12000 ізольовані — за оцінками, це число становить менше 10 % від загальної величини. У багатьох випадках ці речовини (зокрема, алкалоїди) виступають як захисні механізми рослин проти мікроорганізмів, комах і травоїдних тварин. Багато трав і спецій, що використовуються людьми для приготування їжі, містять корисні медичні сполуки.
Існують і отруйні рослини. Та насправді, використовуючи рослини для лікування, треба лише добре знати їхні властивості і обов'язково дотримуватися правильного дозування.

## Заготівля і зберігання лікарських рослин

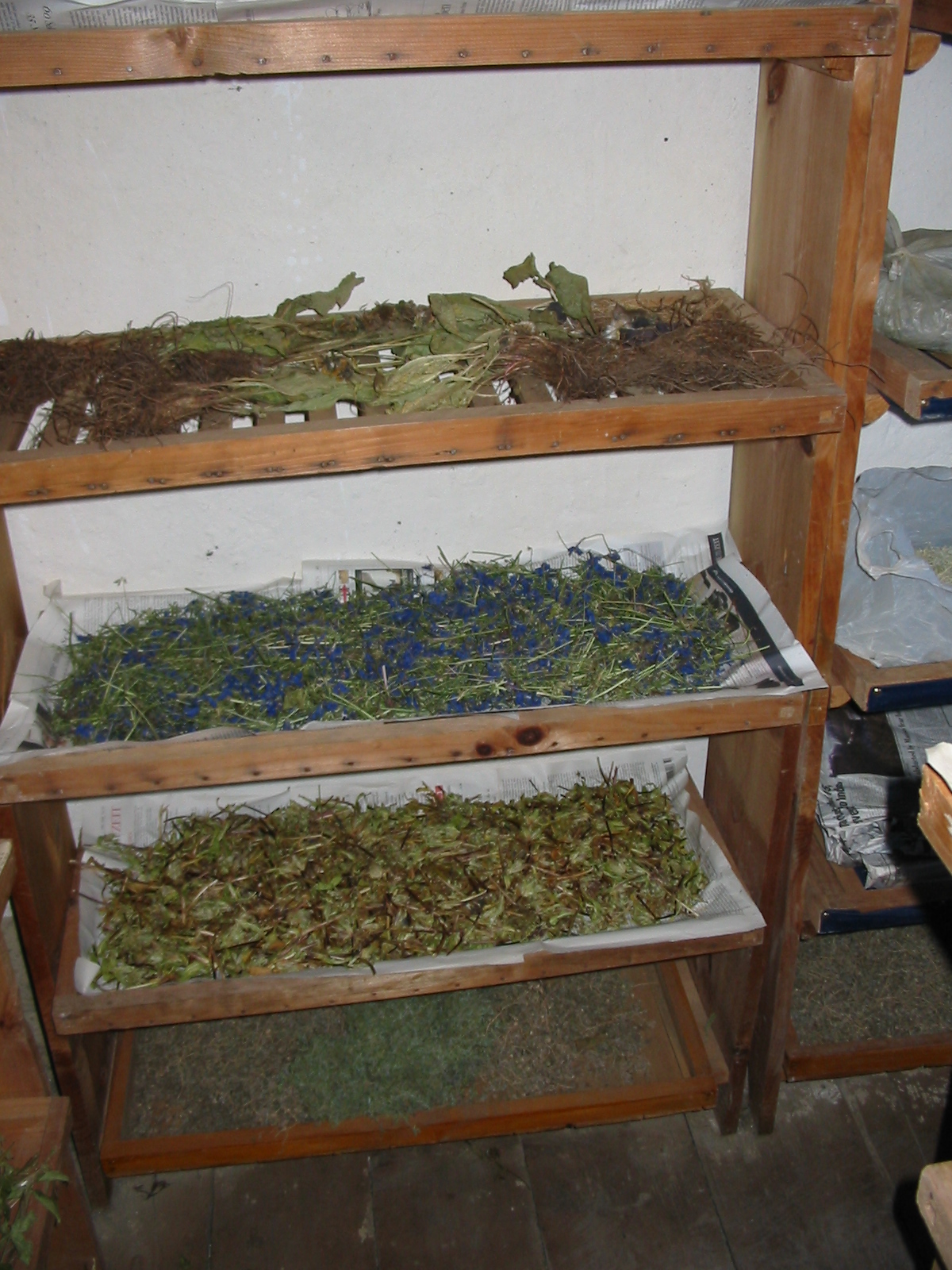
Сушіння рослин у центрі традиційної тибетської медицини

Кожну рослину треба збирати у свій час. Бруньки мають бути зібрані наприкінці зими чи рано навесні — в цей час вони найбагатші на бальзамічні та смолисті речовини. Приміром, народна медицина вважає, що бруньки берези, зібрані до розвитку листя, здатні оздоровити весь організм людини. Навесні також збирають кору дерев та чагарників, адже кора є найцілющою впродовж нетривалого періоду сокоруху, і знімати кору краще з молодих гілок — тих, що виросли впродовж останнього року або двох. Скажімо, досить часто у траволікуванні використовують кору ліщини, що заготовлена під час сокоруху — з неї роблять як настої, так і відвари. Листя дерев збирають здебільшого у травні: саме травневе листя берези, горіха, осики тощо є найбільш цілющим.
Трави зазвичай збирають на початку цвітіння рослин. Деякі рослини, приміром, золототисячник, збирають на самому початку квітування, а скажімо звіробій — коли вже розпускаються практично всі квітки. Плоди та насіння збирають під час повного їх дозрівання, а корені та кореневища — пізньої осені, коли вже рослина зав'яне, або навпаки рано навесні, ще до початку сокоруху.
Збирання трав, листя та квітів має відбуватися лише в суху погоду. Зібрану сировину не можна спресовувати, утрамбовувати. Ніколи не слід брати для лікувальних потреб рослини, що ростуть обабіч залізниць та автошляхів, поблизу великих виробництв та в інших сумнівних з екологічної точки зору місцях. Не слід збирати рослини, під час вирощування яких застосовувалися обпилення шкідливими хімічними речовинами, не варто також брати зів'яле, зблякле, об'їдене комахами або іншим чином зіпсоване листя.
Під час сушіння рослин також слід дотримуватися певних правил. Перед сушінням необхідно відсортувати рослини, видалити всі сторонні домішки, пошкоджену та неякісну сировину. Листя, траву та квіти не слід сушити на сонці — воно вбиває в них корисні речовини. Необхідно вберегти рослини, що сушаться, від вітру, дощу та роси. Найкраще сушити рослини в сухому, добре провітрюваному приміщенні — для цієї мети добре підходять горища. При сушінні рослину необхідно регулярно повертати на різні боки, аби вони висохла рівномірно. Ягоди сушать на повітрі, у сушарках або печі. Зберігати висушені рослини слід в окремому сухому місці.

## Відомі фітотерапевти і травознаї

### Українські

#### X—XVIII століття
- Євпраксія Мстиславівна (нар.1108 — пом.1172)
- Стефан Фалімірц (~1534)  — русин, ботанік, лікар, дворянин подільського воєводи Яна Течинського
- Нестор Максимович Амбодик-Максимович (нар.1744 — пом.1812)

#### XIX—XXI століття
- Носаль Михайло Андрійович (нар.1886 — пом.1950) — український священик, травознавець, фітотерапевт
- Носаль Іван Михайлович (нар.1913 — пом.1996) — український травознавець, фітотерапевт
- Євген Товстуха (нар.1934) — український фітотерапевт
- Василь Володимирович Кархут (нар.1905 — пом.1980) — лікар-фітотерапевт
- Федір Іванович Мамчур — лікар-фітотерапевт
- Наталя Земна (нар.1942) — український травознай і цілителька
- Данило Никифорович Зубицький (нар.1924 — пом.2003) — вчений-фітотерапевт
- Олександр Данилович Зубицький — лікар з народної і нетрадиційної медицини
- Вікторія Олександрівна Зубицька — лікар-терапевт, представник п'ятого поколіннями династії лікарів Зубицьких
- Інна Іванівна Брижань — лікар-фітотерапевт з Рівного
- Север'ян Григорович Боровик (нар.1932 — пом.2018) — травознавець з Рівненщини
- Ігор Михайлович Щуліпенко (1937—2010) — лікар-терапевт, доктор медичних наук, професор.

### Іноземні
- Авіценна (980 — †1037)  — перський вчений, лікар
- Гільдегард фон Бінген (1098 — †1179)  — монахиня, лікар, авторка творів
- Теофраст Парацельс (1493 — †1541)  — німецький лікар
- П'єтро Андреа Маттіолі (1501 — †1577)  — італійський ботанік, лікар
- Табернемонтан (Якоб Дітріх) (1522 — †1590)  — німецький професор медицини та ботаніки
- Себастіан Кнайп (1821 — †1897)  — баварський священик, гідро-терапевт
- Марія Требен (1907 — †1991)  — австрійська травознавець, авторка книг
- Девід Уінстон — Американський фітотерапевт, етно-ботанік
- Рудольф Фриц Вайс (*1895 — †1991) — Німецький лікар-фітотерапевт

### Давньогрецькі
| - Асклепіад Віфінський - Асклепіади - Гієрокл - Гіппократ - Клавдій Гален - Гераклас | - Герофіл - Діокл Каристський - Діоскорід - Демокед - Емпедокл - Ерасистрат | - Зопір - Нікандр - Соран Ефеський - Темісон Лаодікейський - Філістіон - Філон Тарсійський |

## Традиційні системи

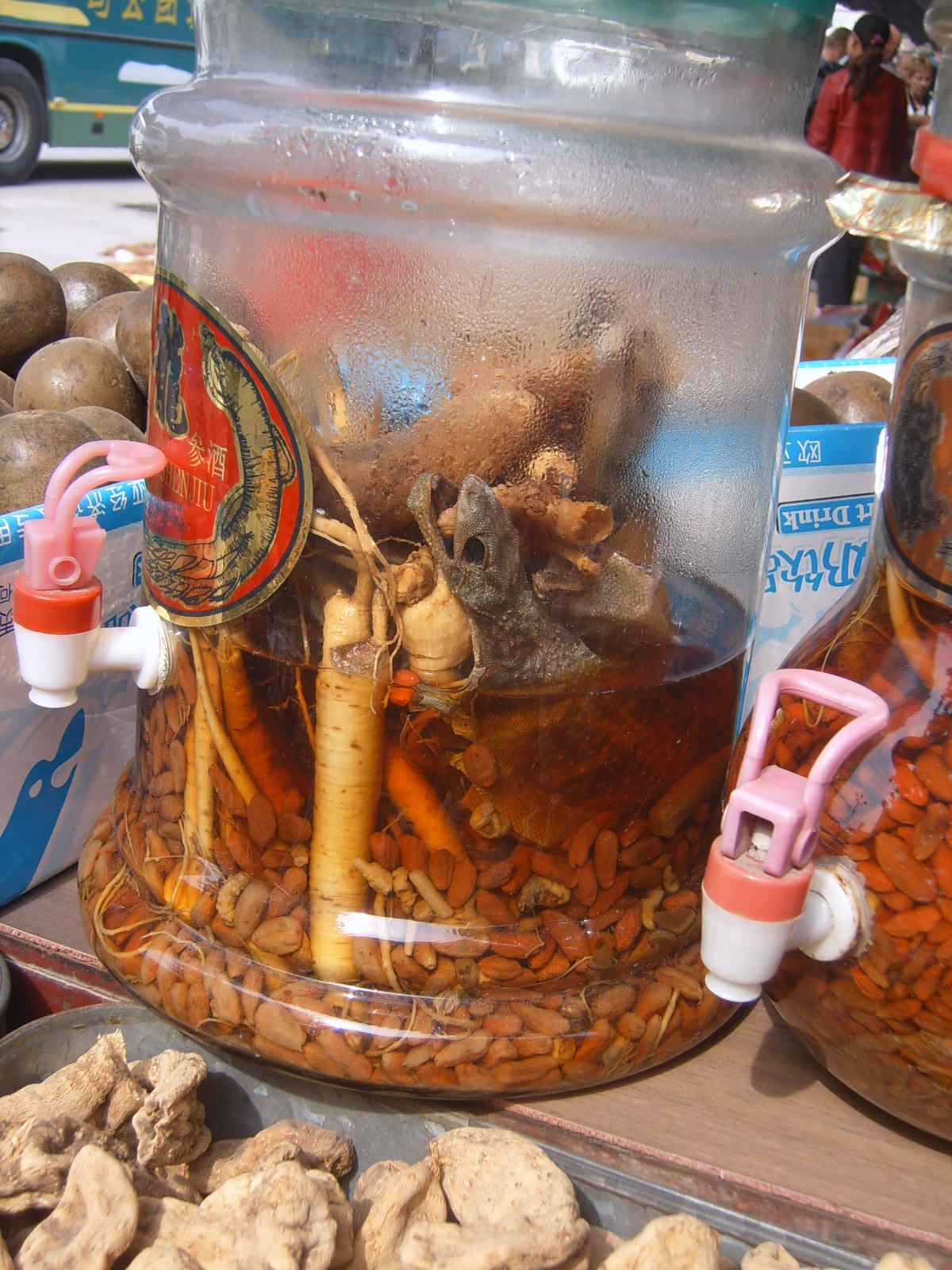
Готовий до вживання мацерований лікувальний лікер з ягодами годжі, токейським геконом та женьшенем, продається на ринку традиційної медицини в Сіані, Китай.

### Африка
До 80% населення Африки вдаються до традиційної медицини у якості первинної медико-санітарної допомоги.

### Америка
Корінні американці використовували близько 2500 приблизно з 20 000 видів рослин, що ростуть у Північній Америці.
В андських лікувальних практиках використання ентеогенів, зокрема кактуса Сан-Педро (Echinopsis pachanoi), як і раніше, є важливим компонентом і існує вже тисячі років.

### Китай
Деякі дослідники, які пройшли підготовку як у західній, і у традиційної китайської медицині, спробували деконструювати давні медичні тексти у світлі сучасної науки.  У 1972 році Ту Юю, хімік-фармацевт і лауреат Нобелівської премії, виділив протималярійний препарат артемізінін з солодкого полину, традиційного китайського засобу для лікування лихоманки, що перемежується.

### Індія
В Індії аюрведична медицина має досить складні формули з 30 або більше інгредієнтами, включаючи значну кількість інгредієнтів, які пройшли «алхімічну обробку», вибрані для балансування доші. У Ладаксі, Лахулі-Спіті та Тибеті поширена тибетська медична система, також звана «медичною системою Амічі». Понад 337 видів лікарських рослин було задокументовано К. П. Калою. Їх використовують амчиси, які практикують цю медичну систему.  В індійській книзі «Веди» згадується лікування хвороб рослинами.

### Індонезія
В Індонезії, особливо серед яванців, традиційна фітотерапія джаму, можливо, виникла в епоху королівства Матарам, близько 1300 років тому. Барельєфи на Боробудурі зображають людей, що подрібнюють трави кам'яною ступкою, продавця напоїв, травника і масажиста, людей, що лікують. Напис Мадхавапури періоду Маджапагіт згадує особливу професію змішувача та комбінатора трав (травника), звану Акаракі. Книга з Матарама, датована приблизно 1700 роком, містить 3000 записів про рецепти трав джаму, тоді як яванська класична література Serat Centhini (1814) описує деякі рецепти трав'яних відварів джаму.

## Переконання
Фітотерапевти зазвичай використовують екстракти з частин рослин, таких як коріння або листя, вважаючи, що рослини піддаються впливу навколишнього середовища і тому виробляють стійкість до таких загроз, як радіація, активні форми кисню та мікробні атаки, щоб вижити, забезпечуючи захисні фітохімічні речовини, що використовуються у фітотерапії.

## Використання рослин тваринами
Місцеві цілителі часто стверджують, що навчилися, спостерігаючи, як хворі тварини змінюють свої харчові уподобання, щоб поїдати гіркі трави, які зазвичай відкидають. Польові біологи надали докази, що підтверджують, засновані на спостереженні за різними видами, такими як кури, вівці, метелики та шимпанзе. Було показано, що звичка змінювати раціон є фізичним засобом очищення кишкових паразитів. Хворі тварини, як правило, харчуються рослинами, багатими вторинними метаболітами, такими як таніни та алкалоїди.